# Le Moine et la Sorcière
Pour plus de détails, voir Fiche technique et Distribution.
Le Moine et la Sorcière est un drame historique français réalisé par Suzanne Schiffman et sorti en 1987.
L'histoire est inspirée des écrits d'Étienne de Bourbon.

## Synopsis
Au XIIIe siècle, un frère dominicain visite un village français à la recherche d'hérétiques. Les villageois s'opposent à lui et le prêtre est indifférent. Malgré cela, le dominicain trouve le suspect hérétique idéal en la personne d'une jeune femme vivant seule dans la forêt dont le savoir en herboristerie et en médecine traditionnelle aide les villageois.

## Fiche technique
Sauf indication contraire, les informations mentionnées dans cette section peuvent être confirmées par la base de données cinématographiques Unifrance,  présente dans la section « Liens externes ».
- Titre original : Le Moine et la Sorcière[1]
- Réalisation : Suzanne Schiffman
- Scénario : Pamela Berger, Suzanne Schiffman
- Photographie : Patrick Blossier
- Montage : Martine Barraqué
- Assistant réalisatrice : Pascal Deux, Patrick Delabrière, Lorraine Groleau
- Décors : Bernard Vezat
- Costumes : Mouchy Houblinne
- Bruitages : Daniel Couteau
- Son : Jean-Paul Mugel
- Musique : Michel Portal
- Producteurs : Annie Leibovici, Pamela Berger, Georges Reinhart, Vincent Malle, Martine Marignac
- Sociétés de production : Bleu Productions, Selena Audiovisuel, La Cecilia
- Pays de production :  France (majoritaire) -  Suisse
- Langue de tournage : français
- Format : Couleur (Eastmancolor) - Son mono - 35 mm
- Genre : drame
- Durée : 97 minutes
- Dates de sortie :
  - Canada : 13 septembre 1987 (Festival de Toronto 1987)
  - France : 23 septembre 1987

## Distribution
- Tchéky Karyo : Étienne de Bourbon
- Christine Boisson : Elda
- Jean Carmet : Le curé
- Raoul Billerey : Siméon
- Catherine Frot : Cécile
- Féodor Atkine : Comte de Villars
- Maria de Medeiros : Agnès
- Gilette Barbier : La sacristaine
- Nicole Félix : Madeleine
- Jean Dasté : Christophe
- Mathieu Schiffman : Le jeune Artaud
- Michel Karyo : Étienne jeune
- Joëlle Bernier : La femme de l'église

## Production
Le tournage s'est déroulé dans le département de la Corrèze, à Meyrignac-l'Église, en grande partie[réf. nécessaire].

## Distinction
- Une nomination aux Césars : « meilleure première œuvre », pour Suzanne Schiffman.